# 塞缪尔·赫尔斯

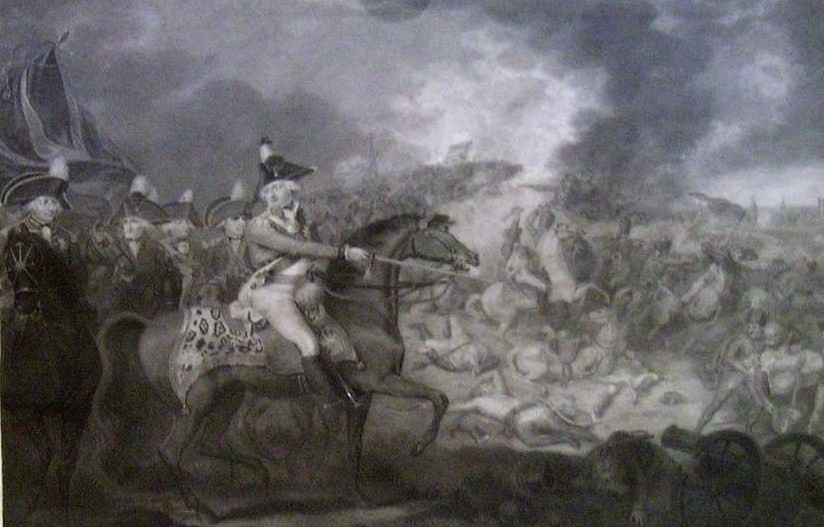
赫尔斯在1793年的法马尔斯战役中指挥近卫掷弹兵第1营

陆军元帅塞缪尔·赫尔斯爵士 GCH（英语：Sir Samuel Hulse，1746年3月27日—1837年1月1日）是一名英国陆军军官。赫尔斯曾协助镇压1780年6月的戈登暴乱，后在法国大革命战争期间的法兰德斯战役中指挥近卫掷弹兵第1营。他还在后来的战斗中指挥了第1近卫步兵旅，并在法兰德斯战役的最后阶段协助英军撤离。此后，他参加了英俄入侵荷兰的军事行动，最终回到英国成为东南军区总司令。从军队中退役后，他在乔治四世国王的宫廷中任职。

## 军旅生涯
塞缪尔·赫尔斯是第二代男爵爱德华·赫尔斯爵士（Sir Edward Hulse）和汉娜·赫尔斯（Hannah Hulse，婚前姓Vanderplank）的第二个儿子。塞缪尔·赫尔斯早年在伊顿公学接受教育，并于1761年12月17日被委任为第1近卫步兵团的少尉。1776年3月12日，他在近卫步兵团晋升上尉。1780年6月，他跟随所在的步兵团前往镇压戈登暴乱，这是他第一次亲临战场。1782年11月26日，赫尔斯晋升陆军上校，并于1787年1月成为威尔士亲王的财务主管和信件传递员。
1789年3月14日，赫尔斯在近卫步兵团获得少校职务，后于1792年8月11日晋升为他所在团的第一少校。他在佛兰德斯战役中的法马尔斯战役和敦刻尔克围城战中指挥了近卫步兵团的第1营。1793年10月18日，赫尔斯晋升陆军少将。他随后于1794年5月的威廉姆斯战役中指挥了第1近卫步兵旅，后于当年晚些时候协助英军部队往德国撤退。1794年5月3日，他在近卫步兵团中获得中校职务。
1795年，赫尔斯返回英格兰并受命指挥布莱顿地区的英国军队。1798年1月9日，赫尔斯晋升陆军中将。他在1798年爱尔兰起义期间被派往爱尔兰，尽管他从未真正参与镇压叛乱。赫尔斯于1799年8月参加了英俄对荷兰的联合入侵，后返回英国成为东南军区司令，并于1803年9月25日晋升为上将。大约在这个时候，他在埃里斯的伍尔威奇路建造了西希思之家。
赫尔斯于1806年成为切尔西皇家医院的副院长，并于1812年8月成为威尔士亲王的管家。当威尔士亲王于1820年登基成为乔治四世时，赫尔斯获得皇家圭尔夫骑士勋章。1821年，赫尔斯被封为爵士，并成为切尔西皇家医院的院长。1827年5月，他成为乔治四世的副宫务大臣以及枢密院成员。
除实际担任的职务外，赫尔斯还是第56（西埃塞克斯）步兵团、第19步兵团和第62步兵团的名誉上校。1830年7月22日，在威廉四世加冕之际，赫尔斯晋升陆军元帅。1837年1月1日，赫尔斯在切尔西皇家医院去世，并被安葬在肯特郡威尔明顿圣米迦勒和众天使教堂的家族墓穴中。

## 家庭
赫尔斯与夏洛特·赫尔斯（Charlotte Hulse）结婚，夫妻二人没有孩子。

## 引注
1. ↑  .  線上版. 牛津大學出版社. 2004  [2014-06-07]. doi:10.1093/ref:odnb/14124. 需要订阅或英国公共图书馆会员资格
2. ↑  . 1837  [2014-06-07].
3. 1 2 3  Heathcote, p. 182
4. ↑  . 倫敦憲報. 1776-03-09.
5. ↑  . 倫敦憲報. 1782-09-23.
6. ↑  . 倫敦憲報. 1787-01-09.
7. ↑  . 倫敦憲報. 1789-03-10.
8. ↑  . 倫敦憲報. 1792-08-07.
9. ↑  . 倫敦憲報. 1793-10-15.
10. 1 2 3 4  Heathcote, p. 183
11. ↑  . 倫敦憲報. 1794-05-03.
12. ↑  . 倫敦憲報. 1798-01-06.
13. ↑  . 倫敦憲報. 1803-09-27.
14. ↑  . London Borough of Bexley.   [2014-06-07]. （原始内容存档于2014-03-12）.
15. ↑  : 402–403. 2006  [2014-06-07]. （原始内容存档于2014-07-14）.
16. ↑  . 倫敦憲報. 1812-08-11.
17. ↑  Shaw, William. . : 24.
18. ↑  . 1927  [2014-06-07]. （原始内容存档于2014-08-29）.
19. ↑  . 倫敦憲報. 1827-05-15.
20. ↑  . 倫敦憲報. 1827-05-11.
21. ↑  . 倫敦憲報. 1795-03-07.
22. ↑  . 倫敦憲報. 1797-01-24.
23. ↑  . 倫敦憲報. 1810-06-23.
24. ↑  . 倫敦憲報. 1830-07-23.
25. ↑  . Find-a-grave.   [2014-06-07]. （原始内容存档于2019-12-28）.
26. ↑  .  線上版. 牛津大學出版社. 2004. doi:10.1093/ref:odnb/14124. 需要订阅或英国公共图书馆会员资格